# Pseudalosterna binotata
Pseudalosterna binotata là một loài bọ cánh cứng trong họ Cerambycidae.